# المدرسة الحسينية الكبرى
المدرسة الحسينية الكبرى , وتسمى أيضا مدرسة تربة الباي لتبعيتها للمركب المعماري المعروف بتربة الباي، وتوجد بالنهج الذي يحمل اسم هذا المركب نهج تربة الباي بحي باب جديد بللمدينة العتيقة، وتعتبر بالإضافة إلى بقية مكونات التربة أهم معلم تاريخي يعود إلى العهد الحسيني فضلا على أن المدرسة الحسينية الكبرى هي أكبر مدارس العاصمة.  

## تأسيسها
سميت هذه المدرسة بالمدرسة الحسينية الكبرى لأنها من أكبر من المدارس ثم للتفريق بينها وبين  المدرسة الحسينية الصغرى التي بناها حسين بن علي مؤسس العائلة الحسينية، أما المدرسة الحسينية الكبرى فيعود بناؤها إلى ابنه علي باشا باي الثاني وذلك عام 1191هـ/ 1777. وهي إلى جانب المدرسة التوفيقية تتصدر مدارس مدينة تونس من حيث عدد الغرف بأكثر من 40 غرفة بكل منهما. ذلك أن علي باشا باي الثاني أراد ببناء هذه المدرسة الكبرى أن يغطي على الاهتمام الذي أبداه سلفه وغريمه ابن عمه علي باشا الأول من اهتمام ببناء  المدارس  حيث تولى هذا الأخير خلال العشر سنوات الأخيرة من حكمة بناء أربع مدارس هي المدرسة الباشية ومدرسة بئر الأحجار والمدرسة السليمانية والمدرسة العاشورية. 

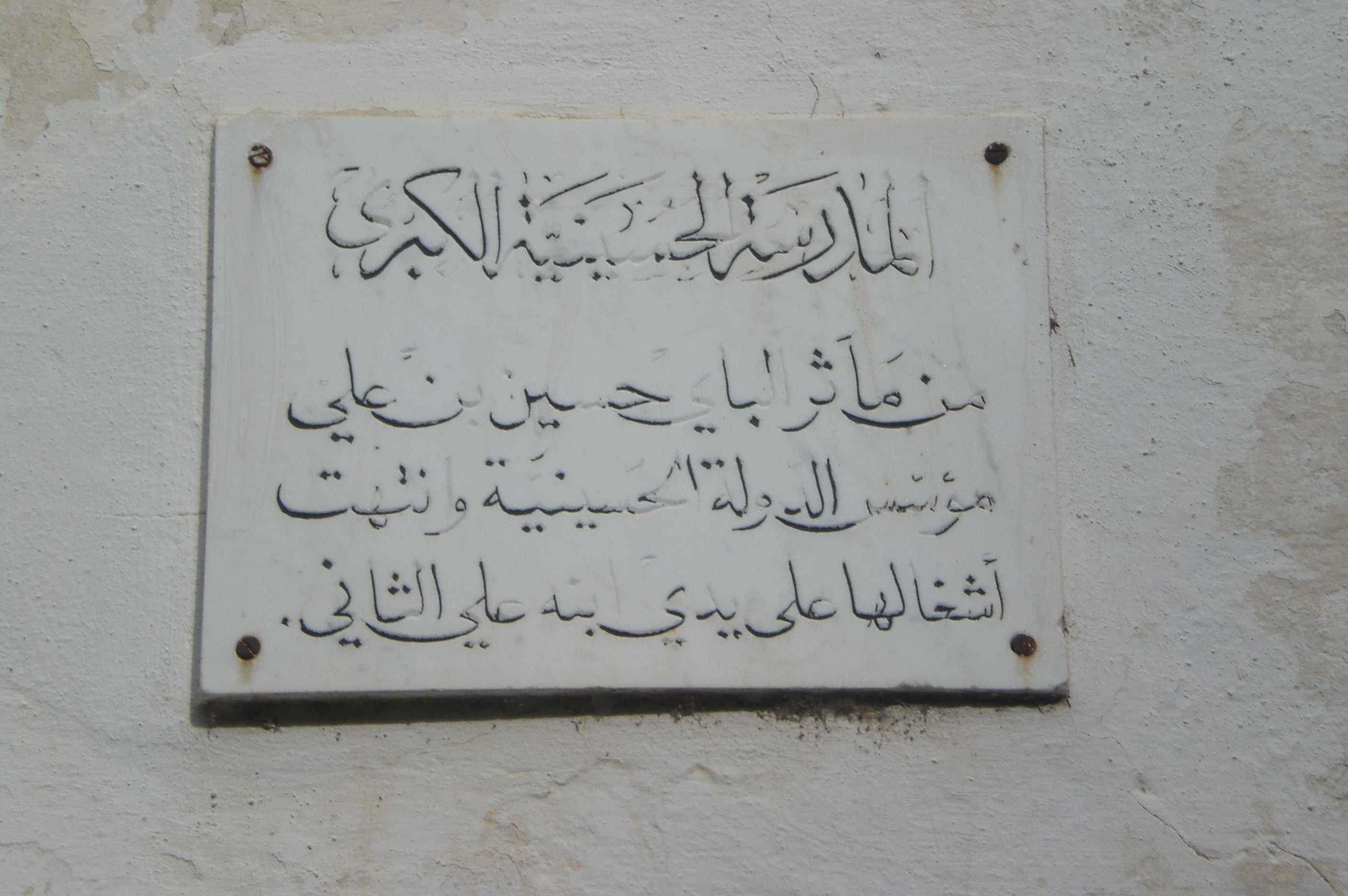
نقيشة خارج المدرسة الحسينية الكبرى

## وصفها
تتكون المدرسة الحسينية الكبرى من بهو فسيح تحيط به 43 غرفة سفلية وعلوية كانت مخصصة لإيواء الطلبة الدارسين بجامع الزيتونة. وللمقارنة فإن المدرسة الحسينية الصغرى ليس بها إلا 9 غرف فقط. وبالإضافة إلى تلك الغرف تحتوي المدرسة الحسينية الكبرى -مثلها مثل المدارس الأخرى- على مصلى أو مسجد، كان يتخذ للصلاة وللتدريس قبل أن يتحول التدريس برمته إلى جامع الزيتونة. أما معماريا فإن سقف هذا المصلى «نقش حديدة» وجدرانه مكسوة بالجليز الملون اللماع. وكان يوجد بهذه المدرسة كذلك ماجل وبئر 
حتى يكتفي طلبتها بما يحتاجونه من ماء لمختلف استعمالاتهم.

## إشارات مرجعية
1. ↑  تربة الباي [وصلة مكسورة] نسخة محفوظة 1 مايو 2010 على موقع واي باك مشين.
2. ↑  أنهج المدينة العتيقة: تاريخ وحضارة: ملامح قديمة لأنهج مدينة تونس نقلا عن : مجلة معالم ومواقع عدد 16 مارس 2005 [وصلة مكسورة] نسخة محفوظة 12 نوفمبر 2011 على موقع واي باك مشين.